# Friedrich I. von Pfirt
Friedrich I. († um 1160) war der erste Graf von Pfirt (Ferrette) im Oberelsass.

## Leben
Friedrich war ein Sohn von Graf Dietrich von Mousson. Nach dem Tod des Vaters regierte er zunächst mit seinem Bruder Dietrich gemeinsam die Grafschaft.
1105 machte Friedrich umfangreiche Schenkungen für das Kloster Cluny. 1125 wurde er erstmals als comes de Ferretes (Graf von Pfirt) genannt. 1143 oder 1144 gründete er das Frauenkloster Feldbach und unterstellte dieses 1144 gemeinsam mit dem Kloster St-Morand in Altkirch der Abtei Cluny als Priorate.

## Ehen und Nachkommen
Friedrich war in erster Ehe mit Petrissa, Tochter von Herzog Berthold II. von Zähringen und von Agnes von Rheinfelden verheiratet. Die Ehe blieb wahrscheinlich kinderlos.
In zweiter Ehe heiratet er 1144 Stephanie, Tochter von Graf Gerhard von Vaudémont und Heilwig von Egisheim. Mit ihr hatte er mindestens einen Sohn:
- Ludwig († um 1189/94), Graf von Pfirt.